# Gräbelesberg
Der Gräbelesberg ist ein 913,2 m ü. NHN hoher Bergvorsprung im Eyachtal (Schwäbische Alb) beim Albstädter Stadtteil Laufen an der Eyach im Zollernalbkreis in Baden-Württemberg. Die weit ins Tal hineinragende und nach allen Seiten steil abfallende Felsbastion eröffnet einen einzigartigen Ausblick über das Eyachtal ins Albvorland. Seine Nachbarberge am Albtrauf sind das Lochenhörnle nordwestlich und der Tierberg südöstlich, gegenüber über das Eyachtal liegen der Böllat und der Heersberg.
Im Bereich der Verbindung zur Hossinger Hochfläche weisen zwei historische Wallanlagen auf eine frühere Besiedlung des Gräbelesberg-Plateaus hin. Fundstücke an der vorderen Wallanlage (Burg Gräbelesberg) konnten auf das frühe 6. Jahrhundert datiert werden. Die hintere Wallanlage stammt aus der Hallstattzeit (ab 800 v. Chr.).
Die Steilkante Rote Wand, ein Felsband an der westlichen oberen Talkante der Verbindung zur südlich angrenzenden Hochfläche, ist als Geotop geschützt. Am Hangfuß bilden sich in Senken der Rutschwälle Feuchtgebiete (Höllwald).

## Vegetation
Am Gräbelesberg gedeihen an verschiedenen Plätzen seltene Pflanzenarten. Auf der südlichen Seite sind es eher mediterrane und auf der nördlichen Seite eher skandinavische Arten. Größere Teile  der einstigen Weide bestehen heute aus Waldungen und Trockenrasen.

Am Süd- und Westhang ist der Boden trocken und steinig und bildet die Grundlage für den Trockenrasen. Die steilen Hangteile sind den Sonnenstrahlen besonders stark ausgesetzt, so dass die hier wachsenden Pflanzen besondere Abwehrstrategien entwickeln müssen. Ein Vorkommen von etwa 50 Blüten der Gewöhnlichen Kuhschelle auf dem Triebfels am Wanderweg zum Gräblesberg bei Hossingen wird  im örtlichen, schwäbischen Dialekt Hosenglocka genannt. Die Pflanzen  schützen sich beispielsweise mit dichtem Haarbewuchs.

Gräbelesberg Nordostansicht (B463)